# Mylyn
Mylyn est le nom d'un sous-système d'Eclipse s'occupant de la gestion des tâches.

## Historique du nom
Le projet se nommait au départ Mylar, mais il a été rebaptisé par la fondation Eclipse, car ce nom était déposé.
Le nom du projet est inspiré du mot anglais myelin (myéline), nom de l'isolant gainant les axones pour éviter la dispersion de l'influx nerveux. Le projet veut en effet isoler le programmeur de toutes les tâches de routine pouvant le distraire de sa fonction première, qui est de coder en restant concentré sur son code.

## Fonction
Mylyn joue le rôle d'assistant du programmeur, intégrant dans Eclipse des modes d'édition lisibles (RTF) de dépôts comme Bugzilla, Trac, Mantis et JIRA.
Une fois ces tâches intégrées, Mylyn scrute le profil d'activité du programmeur pour identifier à tout moment la tâche en cours et afficher les informations pertinentes relatives à cette tâche en fonction du contexte en commandant l'interface graphique d'Eclipse.
Son but est de réduire le temps consacré par le programmeur à :
- La recherche d'information.
- L'exploration des textes du source et de l'aide.
- La navigation dans les fichiers.

## Versions
- Version 3.8.0 du 8 octobre 2012
- Version 3.9.0 du 26 juin 2013